# Mejak
Mejak je priimek več znanih Slovencev:
- Breda Mejak Vrišer (*1932), tehniška didaktičarka
- Danijel Mejak (1939—2009), gradbenik, strokovnjak za ceste, podjetnik, inovator
- Ervin Mejak (1899—1989), odvetnik, borec za severno mejo
- George (Gregor) Mejak (*1959), matematik/mehanik
- Miran Mejak (1927—2017/8?), gospodarstvenik, politik in diplomat
- Mitja Mejak (1926—1975), literarni kritik, esejist in urednik
- Renata Mejak (1931—2025), pedagoginja, strokovnjakinja za manjšinsko šolstvo
- Rudolf Mejak (1906—1979), aktivist OF in kočevski odposlanec
- Severin Mejak (*1995), šahist
- Vera Đoković Mejak (*1943), pravnica, tožilka, finančnica, publicistka